# Campionati europei di ciclismo su pista - Corsa a eliminazione femminile

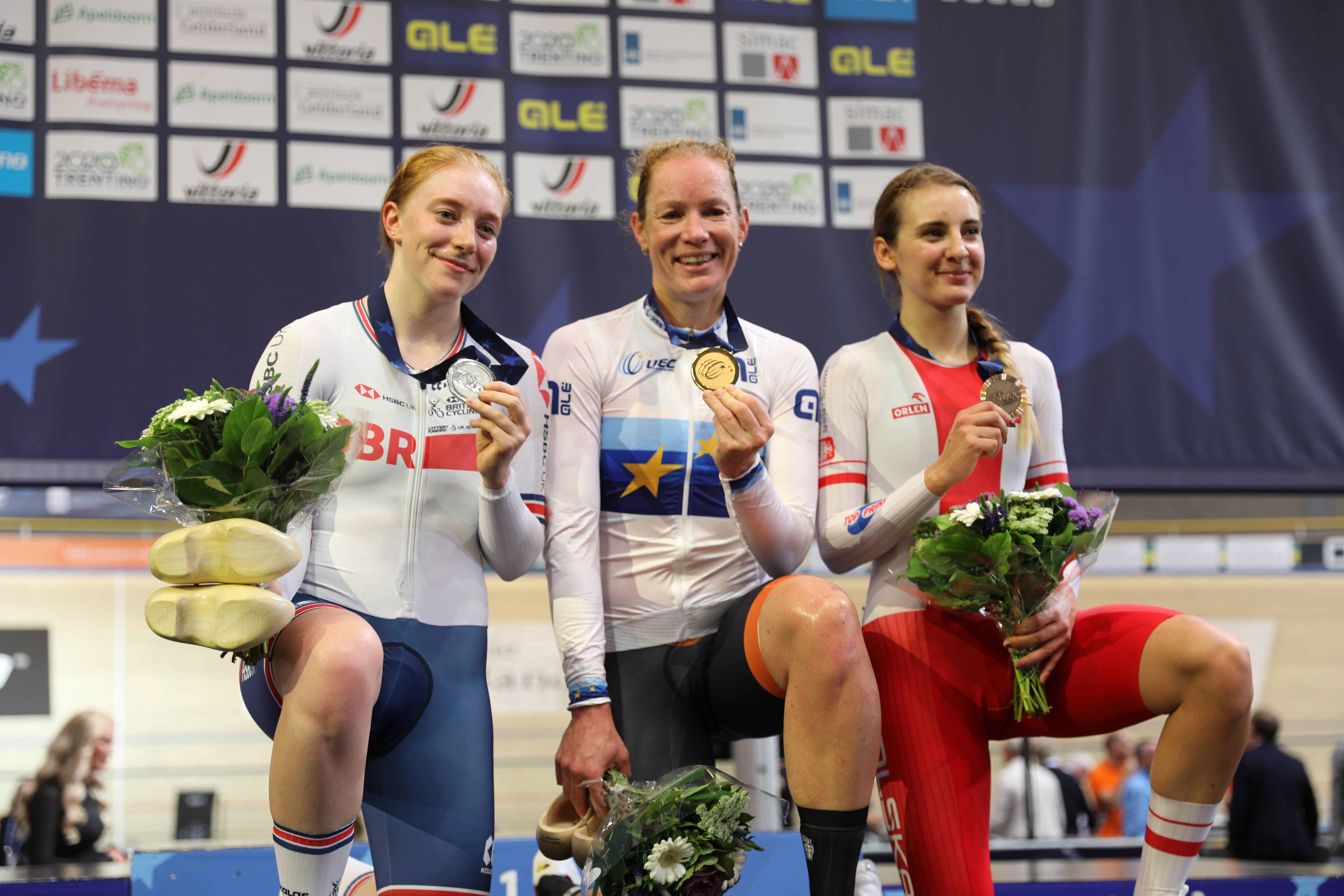
Il podio dell'edizione 2019

La corsa a eliminazione femminile è una delle prove inserite nel programma dei campionati europei di ciclismo su pista. Si corre dall'edizione 2015 dei campionati.

## Albo d'oro
Aggiornato all'edizione 2025.
| Anno | Vincitrice       | Seconda             | Terza                     |
| ---- | ---------------- | ------------------- | ------------------------- |
| 2015 | Katie Archibald  | Annalisa Cucinotta  | Irene Usabiaga            |
| 2016 | Kirsten Wild     | Katie Archibald     | Laurie Berthon            |
| 2017 | Kirsten Wild     | Evgenija Augustinas | Maria Giulia Confalonieri |
| 2018 | Laura Kenny      | Anna Knauer         | Evgenija Augustinas       |
| 2019 | Kirsten Wild     | Emily Nelson        | Nikol Płosaj              |
| 2020 | Elinor Barker    | Rachele Barbieri    | Maria Martins             |
| 2021 | Valentine Fortin | Letizia Paternoster | Neah Evans                |
| 2022 | Lotte Kopecky    | Pfeiffer Georgi     | Mylène de Zoete           |
| 2023 | Lotte Kopecky    | Valentine Fortin    | Maike van der Duin        |
| 2024 | Lotte Kopecky    | Lea Lin Teutenberg  | Jessica Roberts           |
| 2025 | Lara Gillespie   | Hélène Hesters      | Lisa van Belle            |

## Medagliere
| Pos.   | Paese         | Oro | Argento | Bronzo | Totale |
| ------ | ------------- | --- | ------- | ------ | ------ |
| 1      | Gran Bretagna | 3   | 3       | 2      | 8      |
| 2      | Belgio        | 3   | 1       | 0      | 4      |
| 3      | Paesi Bassi   | 3   | 0       | 3      | 6      |
| 4      | Francia       | 1   | 1       | 1      | 3      |
| 5      | Irlanda       | 1   | 0       | 0      | 1      |
| 6      | Italia        | 0   | 3       | 1      | 4      |
| 7      | Germania      | 0   | 2       | 0      | 2      |
| 8      | Russia        | 0   | 1       | 1      | 2      |
| 9      | Spagna        | 0   | 0       | 1      | 1      |
| 9      | Polonia       | 0   | 0       | 1      | 1      |
| 9      | Portogallo    | 0   | 0       | 1      | 1      |
| Totale | Totale        | 11  | 11      | 11     | 33     |

| Pos. | Atleta              | Oro | Argento | Bronzo | Totale |
| ---- | ------------------- | --- | ------- | ------ | ------ |
| 1    | Kirsten Wild        | 3   | 0       | 0      | 3      |
| 1    | Lotte Kopecky       | 3   | 0       | 0      | 3      |
| 3    | Katie Archibald     | 1   | 1       | 0      | 2      |
| 3    | Valentine Fortin    | 1   | 1       | 0      | 3      |
| 5    | Laura Kenny         | 1   | 0       | 0      | 1      |
| 5    | Elinor Barker       | 1   | 0       | 0      | 1      |
| 5    | Lara Gillespie      | 1   | 0       | 0      | 1      |
| 8    | Evgenija Augustinas | 0   | 1       | 1      | 2      |